# Wilhelm Süssmann
Wilhelm Süssmann (16 de septiembre de 1891 - 20 de mayo de 1941) fue un general alemán en la Luftwaffe (Fuerza Aérea) durante la II Guerra Mundial que murió en combate durante la batalla de Creta.
Süssmann fue el primer comandante de la 55.ª Ala de Bombarderos, desde su formación el 1 de mayo de 1939 hasta el 6 de marzo de 1940. Comandó el 2.º Regimiento de Paracaidistas y después la 7.ª División de Aviación durante la batalla de Creta durante la cual murió en acción cuando el planeador DFS 230 que lo llevaba a él y a su personal se estrelló en la isla de Aegina. Un avión Ju 52 estaba remolcando el planeador cuando una maniobra repentina generó una estela, enviando al planeador a una inmersión incontrolada.